# Système d'information sur les matières dangereuses utilisées au travail

Logo

Le Système d'information sur les matières dangereuses utilisées au travail (SIMDUT ; en anglais, Workplace Hazardous Materials Information System : WHMIS) est officiellement en vigueur depuis le 31 octobre 1988 au Canada. Cette norme nationale de communication s'applique à tous les lieux de travail. Il est surtout connu par ses symboles de mise en garde contre les effets nocifs potentiels de produits se trouvant dans des contenants. Le système fait aussi la promotion de la formation des travailleurs.

## Liste des symboles
En 2013, le SIMDUT définit huit symboles :

Symboles SIMDUT
Catégorie A, gaz comprimé
Catégorie B, Matières inflammables et combustibles
Catégorie C, Matières comburantes
Catégorie D - Matières toxiques et infectieuses, 1. Matières ayant des effets toxiques immédiats et graves
Catégorie D - Matières toxiques et infectieuses, 2. Matières ayant d'autres effets toxiques
Catégorie D - Matières toxiques et infectieuses, 3. Matières infectieuses
Catégorie E - Matières corrosives
Catégorie F - Matières dangereusement réactives